# Майстер життя Марії

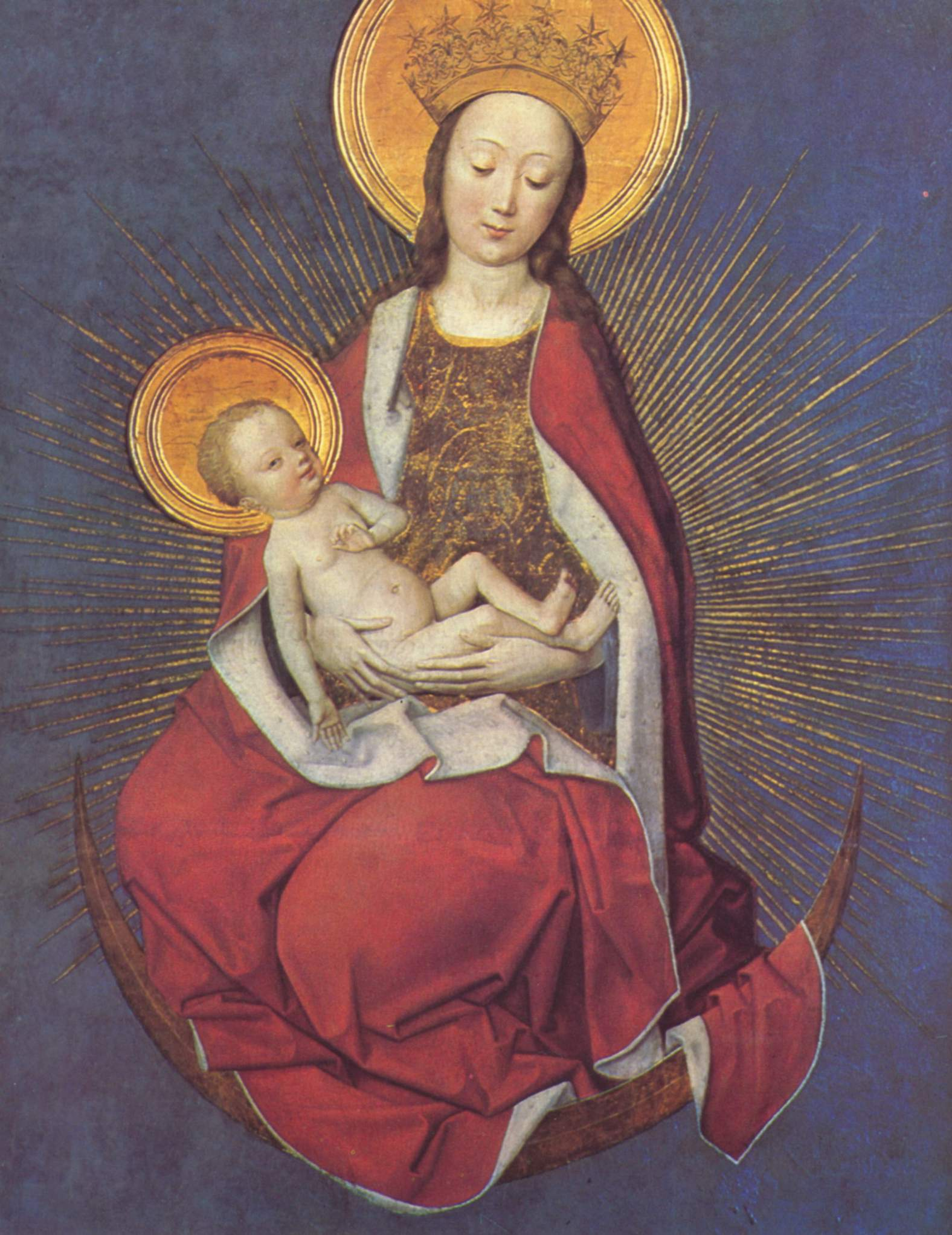
«Сяюча Мадонна»

Ма́йстер життя Марі́ї (нім. Meister des Marienlebens; працював бл. 1463—1490 років) — анонімний німецький художник, який працював у період пізньої готики в Кельні; прізвисько дано за найбільшим твором — серії сцен з життя Діви Марії.

## Походження імені
Художник названий на честь серії з восьми картин, де показані епізоди з життя Богородиці, які писались для церкви Святої Урсули в Кельні.

## Життєпис
Оскільки, у творах майстра виразно помітний вплив таких нідерландських художників, як Рогір ван дер Вейден та Дірк Боутс, є підстави припустити, що  художник навчався в Нідерландах. Про це свідчить і схожість з роботами Роже ван дер Вейдена. Його справжнє ім'я залишилось невідомим. Він був найбільш значущим  художником кельнської школи часів пізньої готики. Майстер відомий завдяки елегантному фігуративному стилю, який переймали інші художники цієї школи.
Хронологічно художник займає місце в історії живопису в Кельні після Лохнера, який помер 1451 року.

## Творчість

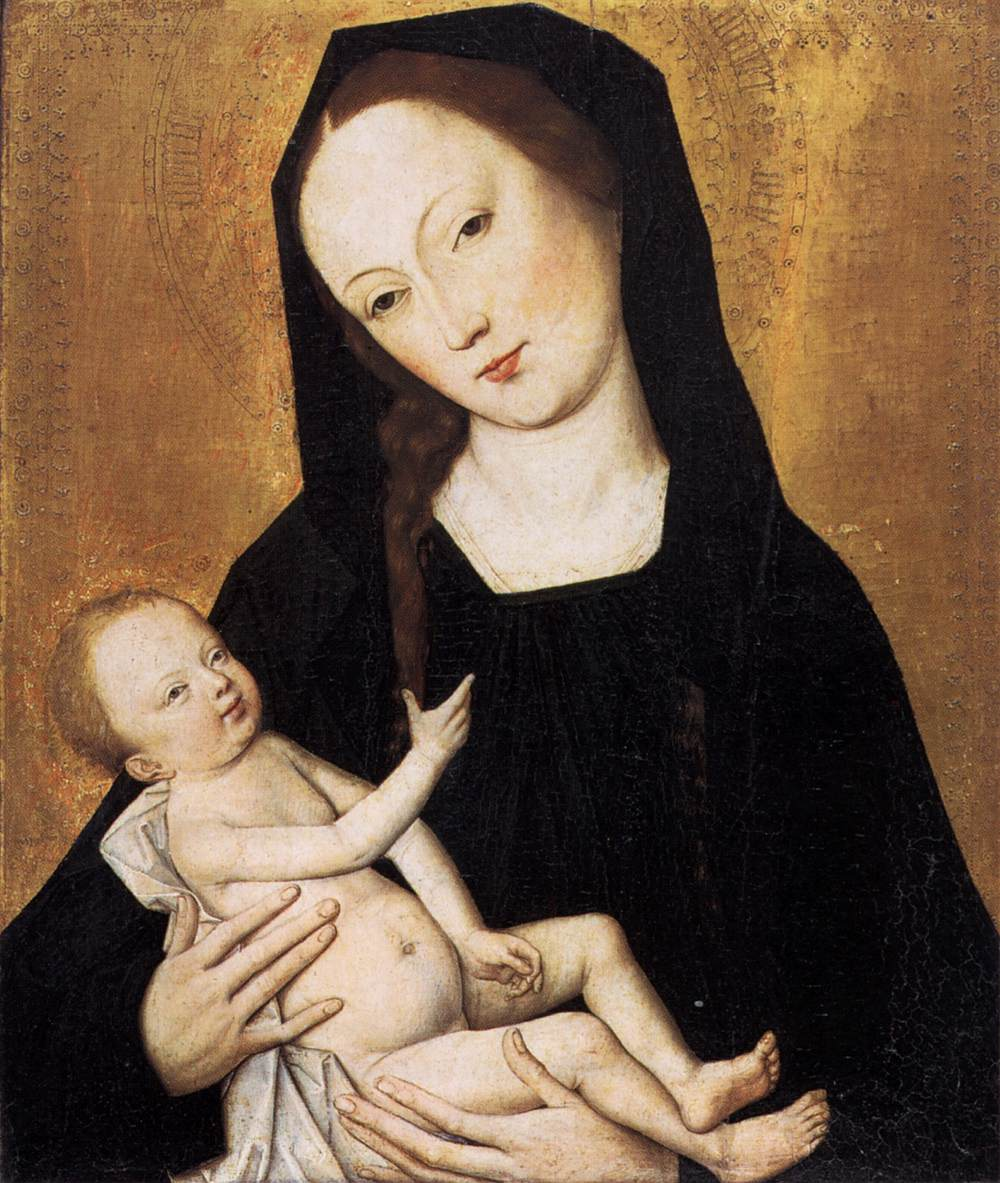
Діва й Немовля

Найбільша активність Майстра життя Марії приходиться бл. 1470 року, коли було розписано вівтар святого Варфоломія. Сцени з життя Діви, швидше за все, відносяться до ранніх робіт, можливо, початку 1460 року.
Це найвідоміший твір художника із серії 8 сцен з життя діви Марії, створених для церкви св. Урсули в Кельні в період 1460-65 років. Вони були частиною великого стулчастого вівтаря (пошкоджені зворотні сторони стулок в наші дні втрачені). Вівтар був замовлений Йоганном фон Хірцем, радником Кельна з 1440 р., помер у 1490 р. Зображення донатора і його герба знаходяться зліва на «Зустрічі Марії та Єлизавети», що дозволило датувати вівтар першою половиною 1460-х років.
На одній з картин «Введення в храм» («Стрітення») зображено Діву, яка принесла малого Христа в Храм, як це велить єврейський закон. Йосип приніс голубів та гроші, які дістає з гаманця.
Христос представлений Симеонові, що зображений в одязі християнського священика і який говорить: «Господи, тепер відпускаєш раба Твого зі світом і очі мої бачили спасіння Твоє» (Лк. 2). Жінка в тюрбані праворуч від нього є пророчиця Анна, яка також бажала побачити Спасителя.
Вівтар позаду Симеона показує сцени зі Старого Заповіту.

Інші картини пов'язані з Майстром в значній мірі на підставі стилістичної схожості:
- триптих «Розп'яття з донатором Миколою Кузанським» для капели госпіталю Бернкастель-Кус (бл. 1465),
- «Поклоніння волхвів» в Національному Музеї Німеччини, Нюрнберг (бл. 1480)
- «Зняття з хреста» в музеї Вальрафа-Ріхарца, Кельн (бл. 1470-75);
- 4 панелі з зображенням св. Губерта з Верденському абатстві поблизу Дюссельдорфа (тепер в Лондонській Національній галереї).

Крім того, збереглося декілька портретів.

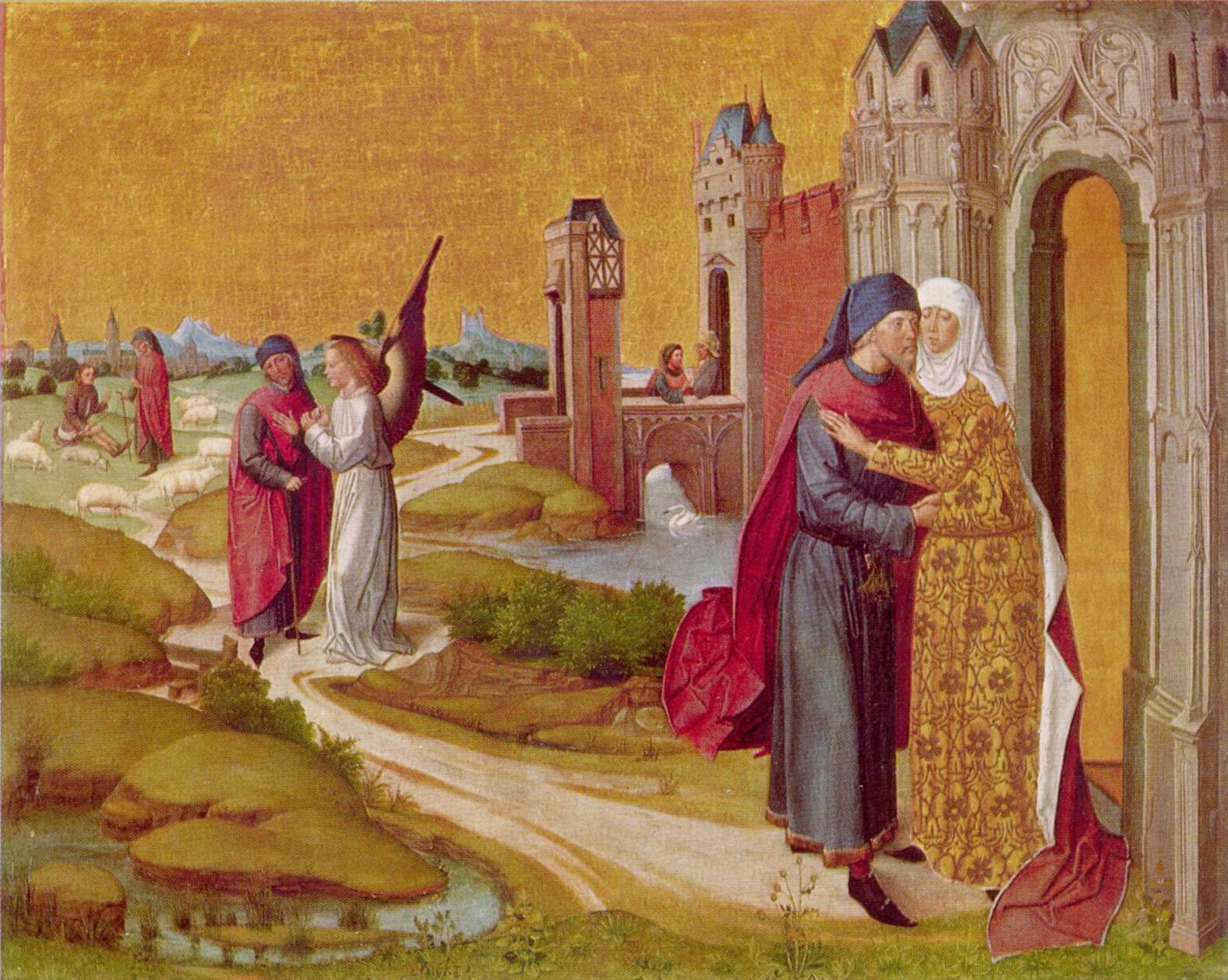
Зустріч Йоакима й Анни біля Золотих воріт
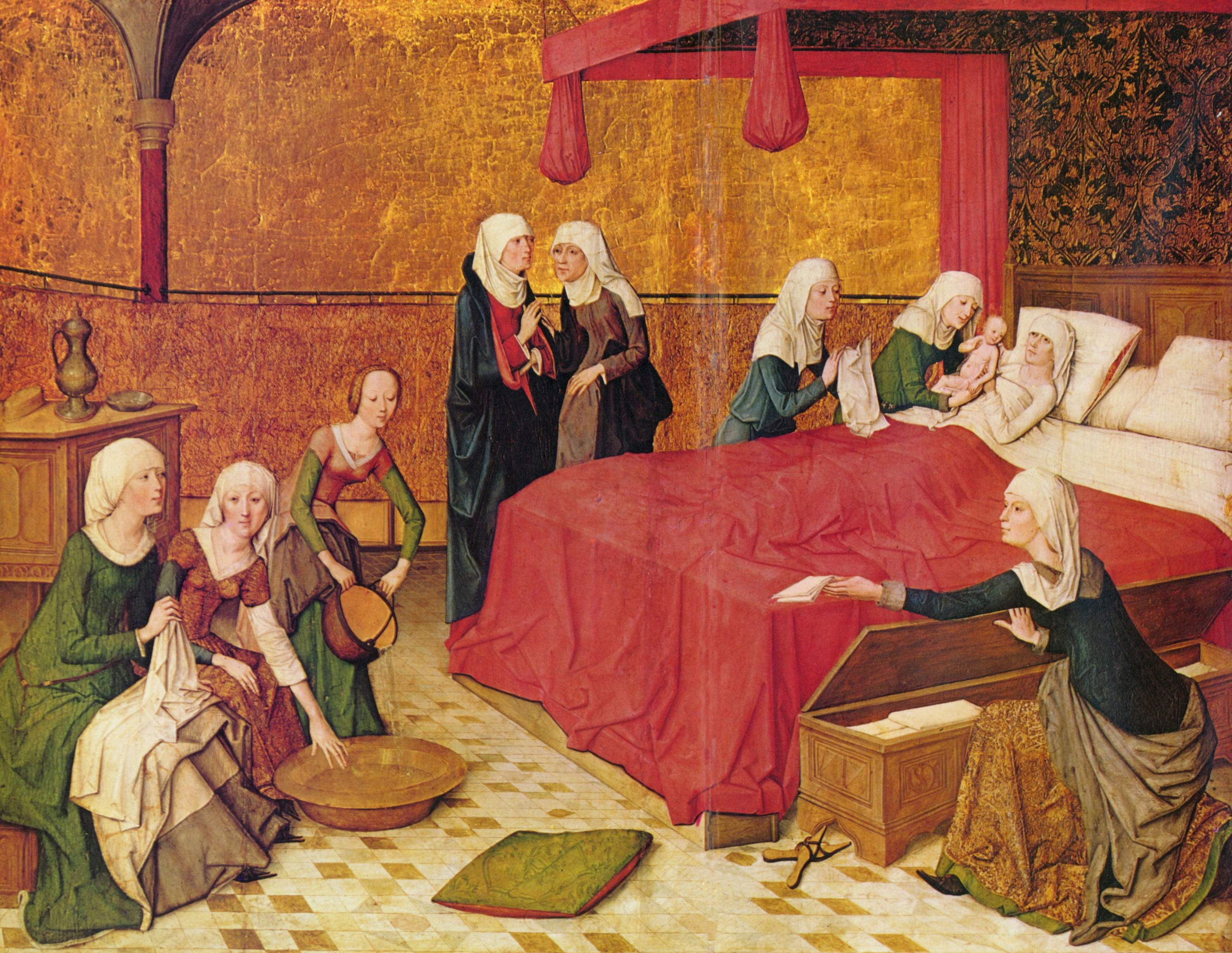
Різдво Богородиці
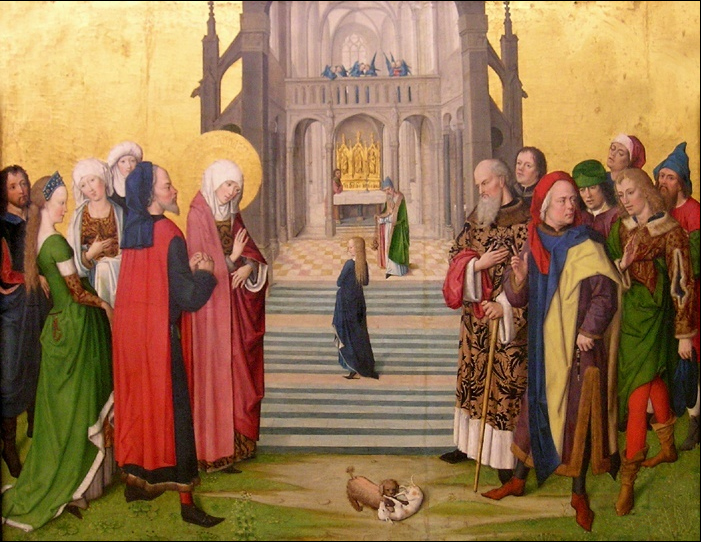
Введення в храм
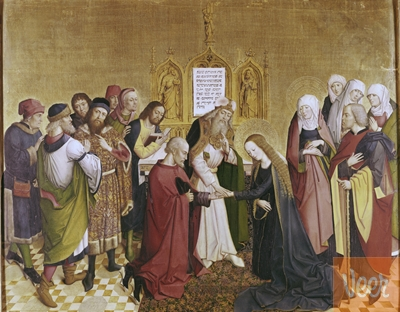
Заручини Марії й Йосипа
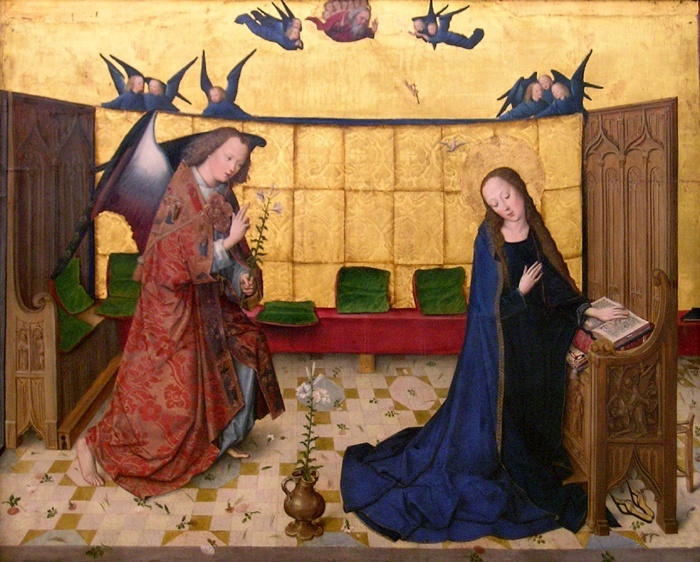
Благовіщення
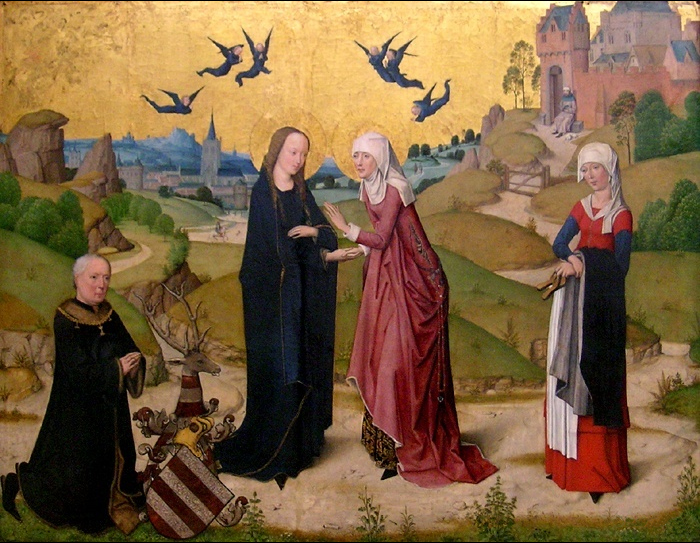
Зустріч Марії та Єлизавети
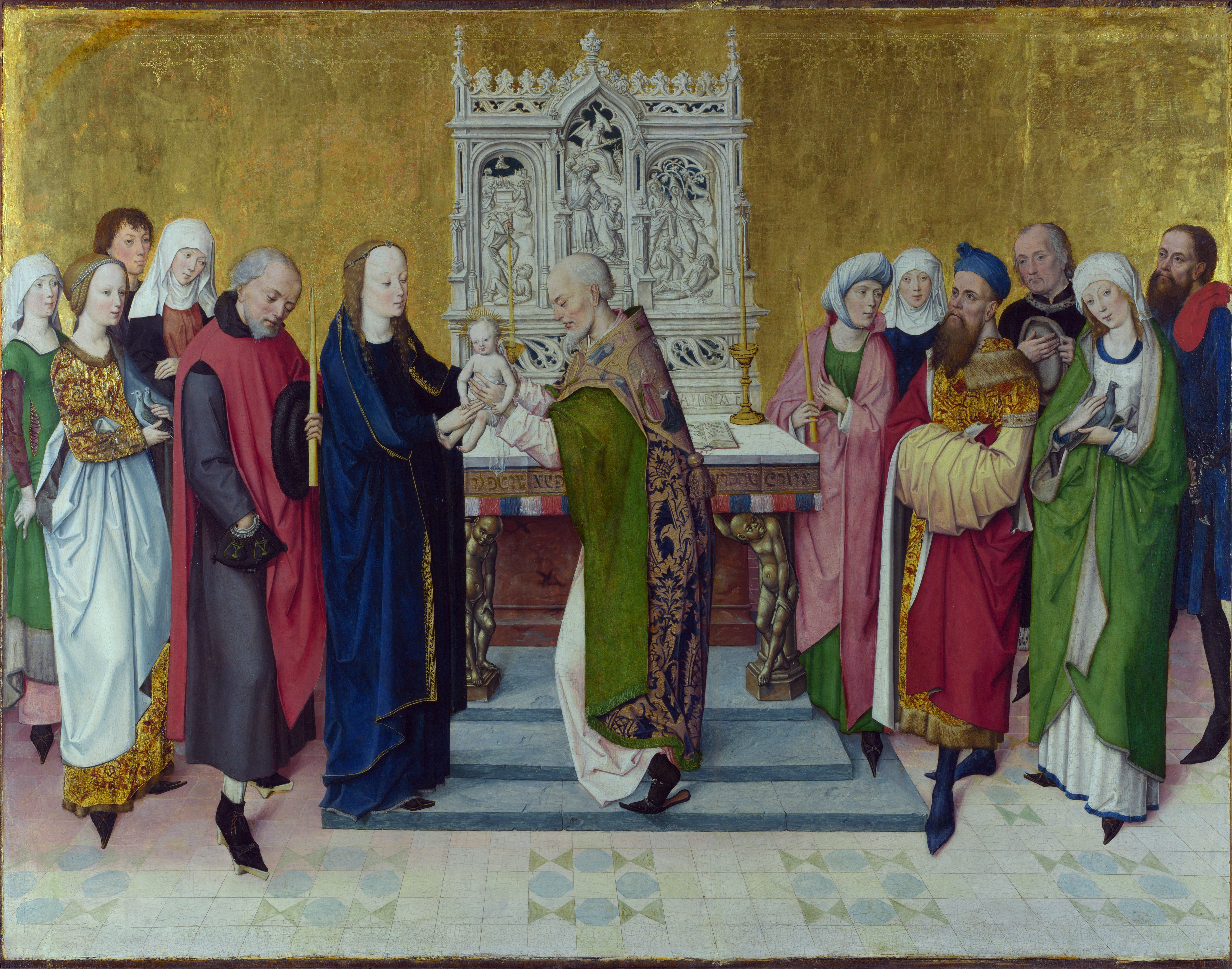
Стрітення
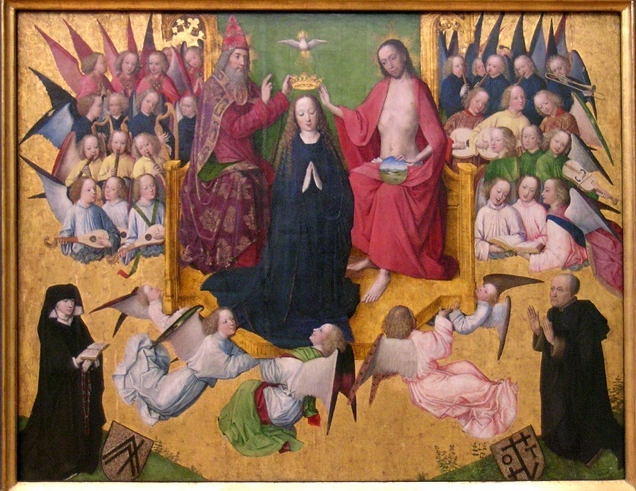
Коронування Богородиці

## Збереження картин
Картина «Введення в храм», одна із частин серії, знаходиться в Національній галереї Лондона, інші — в Старій Пінакотеці в Мюнхені.